# Erytrea na Letnich Igrzyskach Olimpijskich 2020
Erytreę na Letnich Igrzyskach Olimpijskich 2020 reprezentowało trzynaścioro zawodników : ośmiu  mężczyzn i pięć kobiet. Był to szósty start reprezentacji Erytreii na letnich igrzyskach olimpijskich.

## Skład kadry

### Kolarstwo

#### Kolarstwo szosowe
| Zawodnik                | Konkurencja                    | Czas       | Pozycja | Źródło |
| ----------------------- | ------------------------------ | ---------- | ------- | ------ |
| Merhawi Kudus           | wyścig ze startu wspólnego (m) | 6:16:53    | 55.     | [ 3 ]  |
| Amanuel Ghebreigzabhier | wyścig ze startu wspólnego (m) | 6:15:38    | 50.     | [ 3 ]  |
| Amanuel Ghebreigzabhier | jazda indywidualna na czas (m) | 1:03:22,80 | 33.     | [ 3 ]  |
| Mossana Debesai         | wyścig ze startu wspólnego (k) | DNF        | DNF     | [ 4 ]  |

### Lekkoatletyka
Konkurencje biegowe
| Zawodnik             | Konkurencja               | Eliminacje | Eliminacje | Półfinał | Półfinał | Finał    | Finał   | Źródło |
| Zawodnik             | Konkurencja               | Wynik      | Miejsce    | Wynik    | Miejsce  | Wynik    | Miejsce | Źródło |
| -------------------- | ------------------------- | ---------- | ---------- | -------- | -------- | -------- | ------- | ------ |
| Aron Kifle           | 10 000 m (m)              | N/A        | N/A        | N/A      | N/A      | 28:04,06 | 12.     | [ 5 ]  |
| Yemane Haileselassie | 3000 m z przeszkodami (m) | 8:14,63    | 5.         | N/A      | N/A      | 8:15,34  | 5.      | [ 6 ]  |
| Goitom Kifle         | maraton (m)               | N/A        | N/A        | N/A      | N/A      | 2:13:22  | 14.     | [ 7 ]  |
| Yohanes Ghebregergis | maraton (m)               | N/A        | N/A        | N/A      | N/A      | 2:15:34  | 22.     | [ 7 ]  |
| Oqbe Kibrom Ruesom   | maraton (m)               | N/A        | N/A        | N/A      | N/A      | 2:16:57  | 35.     | [ 7 ]  |
| Rahel Daniel         | 5000 m (k)                | 15:02,59   | 8.         | N/A      | N/A      | NQ       | NQ      | [ 8 ]  |
| Dolshi Tesfu         | 10 000 m (k)              | N/A        | N/A        | N/A      | N/A      | 31:37,98 | 15.     | [ 9 ]  |
| Nazret Weldu         | maraton (k)               | N/A        | N/A        | N/A      | N/A      | 2:37:01  | .       | [ 10 ] |
| Kokob Tesfagabriel   | maraton (k)               | N/A        | N/A        | N/A      | N/A      | DNF      | DNF     | [ 10 ] |

### Pływanie
| Zawodnik      | Konkurencja       | Eliminacje | Eliminacje | Półfinał | Półfinał | Finał | Finał   | Źródło |
| Zawodnik      | Konkurencja       | Czas       | Miejsce    | Czas     | Miejsce  | Czas  | Miejsce | Źródło |
| ------------- | ----------------- | ---------- | ---------- | -------- | -------- | ----- | ------- | ------ |
| Ghirmai Efrem | 50 m dowolnym (m) | 23,94      | 46.        | NQ       | NQ       | NQ    | NQ      | [ 11 ] |